# Brianne Reed
Brianne Reed (født 2. maj 1994) er en amerikansk fodboldspiller, der spiller som forsvar for FC Nordsjælland i Gjensidige Kvindeliga og den Dominikanske Republiks kvindefodboldlandshold.
Hun skrev i februar 2019 under på en kontrakt med FC Nordsjælland. Hun har tidligere spillet for svenske Kvarnsvedens IK og Västerås BK30 i Elitettan, Eskilstuna United DFF i Damallsvenskan, samt FC Kansas City hvor hun startede hendes seniorkarriere. Før hun spillede for FC Kansas City, spillede hun college-fodbold i klubben og deltog også ved NWSL College Draft i 2016.
Hun forlængede i juni 2021 sin kontrakt med FC Nordsjælland.

## Meritter
FC Nordsjælland
- Elitedivisionen
  - Bronze: 2019-20
- DBU Pokalen
  - Vinder: 2020